# 1939 год
1939 (ты́сяча девятьсо́т три́дцать девя́тый) год  по григорианскому календарю — невисокосный год, начинающийся в воскресенье. Это 1939 год нашей эры, 9‑й год 4‑го десятилетия XX века 2‑го тысячелетия, 10‑й год 1930‑х годов. Он закончился 86 лет назад.
| Пн | Вт | Ср | Чт | Пт | Сб | Вс |
|    |    |    |    |    |    | 1  |
| 2  | 3  | 4  | 5  | 6  | 7  | 8  |
| 9  | 10 | 11 | 12 | 13 | 14 | 15 |
| 16 | 17 | 18 | 19 | 20 | 21 | 22 |
| 23 | 24 | 25 | 26 | 27 | 28 | 29 |
| 30 | 31 |    |    |    |    |    |

| Пн | Вт | Ср | Чт | Пт | Сб | Вс |
|    |    | 1  | 2  | 3  | 4  | 5  |
| 6  | 7  | 8  | 9  | 10 | 11 | 12 |
| 13 | 14 | 15 | 16 | 17 | 18 | 19 |
| 20 | 21 | 22 | 23 | 24 | 25 | 26 |
| 27 | 28 |    |    |    |    |    |

| Пн | Вт | Ср | Чт | Пт | Сб | Вс |
|    |    | 1  | 2  | 3  | 4  | 5  |
| 6  | 7  | 8  | 9  | 10 | 11 | 12 |
| 13 | 14 | 15 | 16 | 17 | 18 | 19 |
| 20 | 21 | 22 | 23 | 24 | 25 | 26 |
| 27 | 28 | 29 | 30 | 31 |    |    |

| Пн | Вт | Ср | Чт | Пт | Сб | Вс |
|    |    |    |    |    | 1  | 2  |
| 3  | 4  | 5  | 6  | 7  | 8  | 9  |
| 10 | 11 | 12 | 13 | 14 | 15 | 16 |
| 17 | 18 | 19 | 20 | 21 | 22 | 23 |
| 24 | 25 | 26 | 27 | 28 | 29 | 30 |

| Пн | Вт | Ср | Чт | Пт | Сб | Вс |
| 1  | 2  | 3  | 4  | 5  | 6  | 7  |
| 8  | 9  | 10 | 11 | 12 | 13 | 14 |
| 15 | 16 | 17 | 18 | 19 | 20 | 21 |
| 22 | 23 | 24 | 25 | 26 | 27 | 28 |
| 29 | 30 | 31 |    |    |    |    |

| Пн | Вт | Ср | Чт | Пт | Сб | Вс |
|    |    |    | 1  | 2  | 3  | 4  |
| 5  | 6  | 7  | 8  | 9  | 10 | 11 |
| 12 | 13 | 14 | 15 | 16 | 17 | 18 |
| 19 | 20 | 21 | 22 | 23 | 24 | 25 |
| 26 | 27 | 28 | 29 | 30 |    |    |

| Пн | Вт | Ср | Чт | Пт | Сб | Вс |
|    |    |    |    |    | 1  | 2  |
| 3  | 4  | 5  | 6  | 7  | 8  | 9  |
| 10 | 11 | 12 | 13 | 14 | 15 | 16 |
| 17 | 18 | 19 | 20 | 21 | 22 | 23 |
| 24 | 25 | 26 | 27 | 28 | 29 | 30 |
| 31 |    |    |    |    |    |    |

| Пн | Вт | Ср | Чт | Пт | Сб | Вс |
|    | 1  | 2  | 3  | 4  | 5  | 6  |
| 7  | 8  | 9  | 10 | 11 | 12 | 13 |
| 14 | 15 | 16 | 17 | 18 | 19 | 20 |
| 21 | 22 | 23 | 24 | 25 | 26 | 27 |
| 28 | 29 | 30 | 31 |    |    |    |

| Пн | Вт | Ср | Чт | Пт | Сб | Вс |
|    |    |    |    | 1  | 2  | 3  |
| 4  | 5  | 6  | 7  | 8  | 9  | 10 |
| 11 | 12 | 13 | 14 | 15 | 16 | 17 |
| 18 | 19 | 20 | 21 | 22 | 23 | 24 |
| 25 | 26 | 27 | 28 | 29 | 30 |    |

| Пн | Вт | Ср | Чт | Пт | Сб | Вс |
|    |    |    |    |    |    | 1  |
| 2  | 3  | 4  | 5  | 6  | 7  | 8  |
| 9  | 10 | 11 | 12 | 13 | 14 | 15 |
| 16 | 17 | 18 | 19 | 20 | 21 | 22 |
| 23 | 24 | 25 | 26 | 27 | 28 | 29 |
| 30 | 31 |    |    |    |    |    |

| Пн | Вт | Ср | Чт | Пт | Сб | Вс |
|    |    | 1  | 2  | 3  | 4  | 5  |
| 6  | 7  | 8  | 9  | 10 | 11 | 12 |
| 13 | 14 | 15 | 16 | 17 | 18 | 19 |
| 20 | 21 | 22 | 23 | 24 | 25 | 26 |
| 27 | 28 | 29 | 30 |    |    |    |

| Пн | Вт | Ср | Чт | Пт | Сб | Вс |
|    |    |    |    | 1  | 2  | 3  |
| 4  | 5  | 6  | 7  | 8  | 9  | 10 |
| 11 | 12 | 13 | 14 | 15 | 16 | 17 |
| 18 | 19 | 20 | 21 | 22 | 23 | 24 |
| 25 | 26 | 27 | 28 | 29 | 30 | 31 |

## События
1939 год был в значительной степени определён началом Второй мировой войны (с сентября), которая стала самым крупным и смертоносным конфликтом планетарного масштаба (с 7 декабря 1941) в истории человечества, приведшего к ряду глобальных социально-экономических последствий: объявлению режимов военного положения и общей мобилизации, политическим и национальным протестам, массовым преследованиям и репрессиям, впоследствии ставшие главными причинами последующих отмен массовых мероприятий во всём мире в течение следующих 6 лет.

### Январь
- 7 января — Национальное собрание Сальвадора приняло конституционные поправки, позволявшие диктатору генералу Максимилиано Эрнандесу Мартинесу быть переизбранным на второй срок и увеличившие срок полномочий президента с 4 до 6 лет[1].
- 13 января — Королевство Венгрия присоединяется к Антикоминтерновскому пакту[2].
- 26 января
  - После ожесточённых боёв войска испанских республиканцев оставили Барселону[3].
  - На знаменитой конференции по теоретической физике в Вашингтоне учёный Нильс Бор объявил об открытии деления урана.
- 29 января — в СССР испытана ракета 212, разработанная под руководством Сергея Королёва[4].

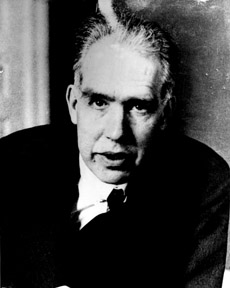
Нильс Бор

### Февраль
- 2 февраля — СССР разрывает прямые дипломатические отношения с Королевством Венгрия[2].
- 4 февраля — указ Президиума Верховного Совета СССР о создании Пензенской области в составе РСФСР.
- 9 февраля — Гражданская война в Испании: остров Менорка перешёл под контроль франкистов[3]. Декретом Франко все участники республиканского левого и демократического движения с 1 октября 1934 года объявлены преступниками[5].
- 11 февраля — Гражданская война в Испании: республиканское правительство Хуана Негрина возвращается из Валенсии в Мадрид[5].
- 12 февраля — в Венгрии сформировано королевское правительство во главе с графом Палом Телеки (до 3 апреля 1941 года)[2].
- 27 февраля — Гражданская война в Испании: Великобритания и Франция признали националистическое правительство Франсиско Франко в Испании[6].

### Март
- 1 марта — Гражданская война в Испании: СССР отозвал своего представителя Ивана Майского из международного Комитета по невмешательству в испанские дела[7].
- 5 марта — Гражданская война в Испании: военный переворот в Мадриде. Полковник Сегисмундо Касадо свергает правительство Республики. Сформирована Хунта национальной обороны во главе с генералиссимусом Хосе Миахой. Республиканский флот уходит из Картахены в Тунис[5].
- 7 марта — в ходе гражданской войны береговой артиллерией было потоплено испанское судно «Castillo de Olite»[англ.]; 1476 человек погибли, 342 получили ранения.[источник не указан 3271 день]
- 10 марта — чехословацкое правительство Рудольфа Берана распустило автономное правительство Словакии во главе с Йозефом Тисой и ввело в Словакии военное положение[8].
- 14 марта — сейм Словакии провозглашает независимое Словацкое государство[8].
- 15 марта — германские войска вступили в Чехословакию[8]. Словакия и Карпатская Украина формально провозгласили независимость. В чешском городе Мистек рота солдат под командованием капитана Павлика вступила в бой с германскими войсками — единственный случай организованного сопротивления немецкому вторжению.
- 16 марта
  - Гитлер подписывает в Пражском Граде указ, согласно которому Богемия и Моравия объявлены протекторатом Германии[9].
  - Венгерская армия завершает начатую 15 марта операцию по оккупации Закарпатья[2].
- 18 марта
  - Объявлено, что независимая Словакия взята «под защиту Германской империей»[8].
  - В Москве открылась Всесоюзная художественная выставка «Индустрия социализма».
- 19 марта — в результате взрыва на щахте №13-БИС треста «Советскуголь» (Ханженково, Сталинская область) погибли 95 человек[10][11].
- 22 марта
  - Великобритания и Франция обменялись нотами о взаимных обязательствах в случае нападения на одну из них[12].
  - Германия оккупировала порт Мемель на побережье Литвы[13].
  - Принята новая конституция Никарагуа, утвердившая диктаторский режим Анастасио Сомосы.
- 23 марта — Румыния и Германия заключили экономический договор[14].
- 25 марта — Гражданская война в Испании: правительство Франсиско Франко издаёт постановление о возвращении помещикам всех земель, переданных крестьянам после 1932 года[5].
- 27 марта — Гражданская война в Испании: правительство Франсиско Франко подписывает секретное соглашение о присоединении Испании к «оси Берлин-Рим»[5].
- 28 марта — Гражданская война в Испании: войска франкистов развернули последнее наступление на фронтах гражданской войны и вступили в Мадрид[6].

### Апрель
- 1 апреля — Гражданская война в Испании: каудильо Испании Франсиско Франко заявляет о завершении Гражданской войны. Испанская республика пала. В стране окончательно устанавливается франкистская диктатура[6]. США признают правительство Франко[5].
- 3 апреля — в Баренцевом море близ острова Торос затонул пограничный сторожевой корабль СКР «Пурга», погибли 67 человек.
- 7 апреля
  - Италия оккупировала Албанию. Король Албании Зогу I бежал в Грецию[15].
  - Правительство Франции предложило СССР начать переговоры о совместных действиях в случае нападения нацистской Германии на Румынию и Польшу[12].
  - Скончался премьер-министр Австралии Джозеф Лайонс. Правительство возглавил Эрл Пейдж[16].
- 9 апреля — издан Указ Президиума Верховного Совета СССР о разделении Народного комиссариата водного транспорта СССР на Народный комиссариат морского флота СССР и Народный комиссариат речного флота СССР[17].
- 11 апреля — Королевство Венгрия выходит из Лиги Наций[2].
- 12 апреля — Албания включена в состав Итальянского королевства[15].
- 14 апреля — правительство Франции направило в Москву проект советско-французского соглашения о взаимной и немедленной помощи в случае вступления одной из этих стран в войну с Германией. СССР ответил предложением заключить тройственное соглашение СССР, Франции и Великобритании и начать переговоры по этому вопросу[12].
- 20 апреля — упразднён Комитет по невмешательству в испанские дела[7].
- 21 апреля — в Ленинграде открывается кинотеатр «Москва», первый трёхзальный кинотеатр в СССР.
- 26 апреля
  - Премьер-министром Австралии избран Роберт Мензис[16].
  - Профессор Гамбургского университета Пауль Хартек обратился к руководству Германии, сообщая, что последние события в ядерной физике открывают дорогу к созданию взрывчатого вещества необычайной мощности[18].
- 30 апреля — открытие всемирной промышленной выставки в Нью-Йорке.

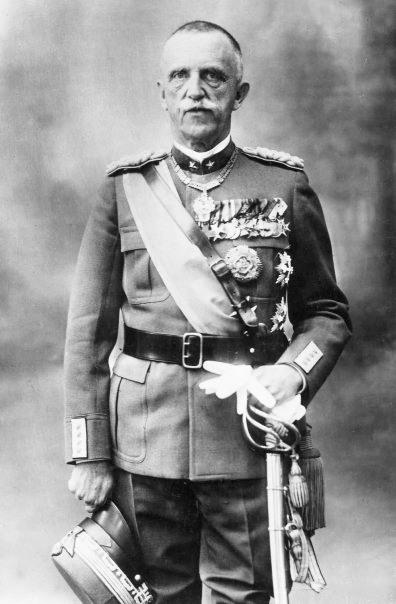
Албанский король Виктор Эммануил III

### Май
- 11 мая — начало боёв между СССР и Японией на реке Халхин-Гол, на территории Монголии недалеко от границы с Маньчжурией (Маньчжоу-го). Заключительное сражение произошло в последних числах августа и завершилось полным разгромом 6-й отдельной армии Японии.
- 20 мая — основана Тунисская коммунистическая партия[19].
- 22 мая — в Берлине министры иностранных дел Германии и Италии подписали Стальной пакт[20].
- 26 мая — ликвидирована Хабаровская область Хабаровского края.
- 27 мая — Совет Лиги Наций отклонил предложения Швеции и Финляндии о милитаризации Аландских островов и оставил в силе Конвенцию о демилитаризации и нейтрализации Аландских островов 1921 года[21].

### Июнь
- 7 июня — правительство Боливии приняло решение о передаче компаниями США в государственную казну части валюты, получаемой от продажи на внешних рынках боливийского олова[22].
- 29 июня — Турция включила в свой состав государство Хатай.

### Июль
- 14 июля — посёлок Магадан получил статус города.
- 25 июля — Великобритания и Франция приняли предложение СССР начать переговоры военных миссий ещё до завершения политических переговоров[23].

### Август
- 1 августа
  - В СССР учреждена медаль «Золотая Звезда», вручавшаяся Героям Советского Союза[24].
  - Открыта Всесоюзная сельскохозяйственная выставка в Москве.
- 15 августа — основана Коммунистическая партия Бирмы[25].
- 18 августа — отправлен в отставку премьер-министр Египта Мухаммед Махмуд. Новым главой правительства назначен Али Махир[26].
- 19 августа — заключение торгового (кредитного) соглашения между нацистской Германией и СССР.
- 23 августа
  - Красная Армия и Монгольские войска перешли в наступление на Халхин-Голе.
  - В Москве заключён «Договор о ненападении между Германией и Советским Союзом», известный также как «пакт Молотова — Риббентропа».
  - Утром найден мёртвым в президентском дворце президент Боливии Херман Буш, известный своими прогерманскими настроениями. Официально объявлено, что он покончил с собой. Президентом стал главнокомандующий генерал Карлос Кинтанилья[22][27][28].
- 26 августа
  - Заключено соглашение Цветковича — Мачека о предоставлении Королевством Югославия автономии Хорватии.
  - Во Франции запрещены газеты Французской коммунистической партии «Юманите» и «Се Суар»[29].
- 27 августа — в Германии стартовал первый в мире самолёт с турбореактивным двигателем Heinkel He 178.
- 31 августа — инсценированное нападение на немецкую радиостанцию в Глайвице, послужившее предлогом для нападения вермахта на Польшу, следствием чего стало начало Второй мировой войны.

### Сентябрь
- 1 сентября

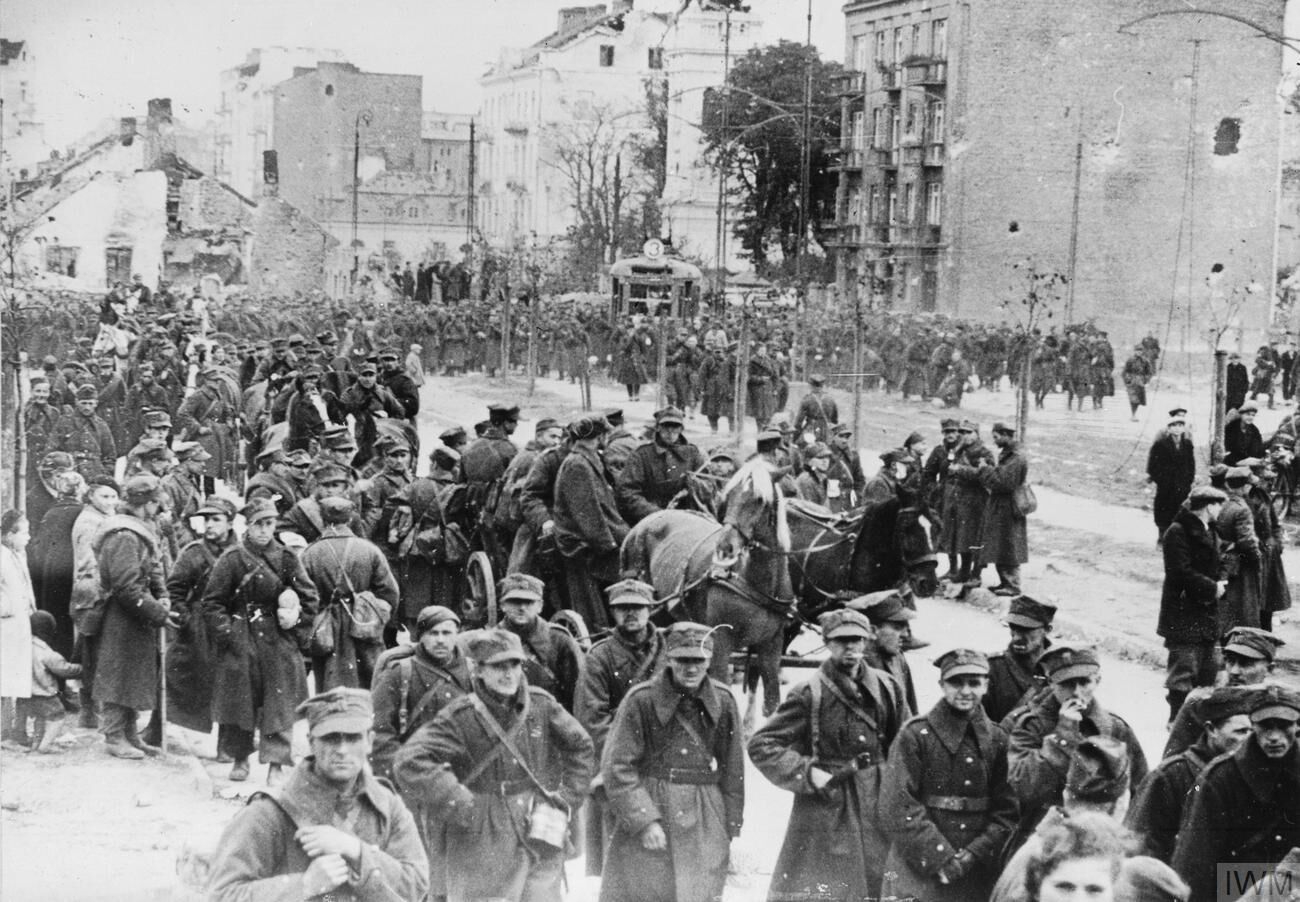
Польские солдаты уходят из варшавского гарнизона после того, как он взят немцами 28 сентября 1939 года.

  - Нападение нацистской Германии на Польшу. Начало Второй мировой войны[30].
  - Президент Польши Игнаций Мосцицкий покинул Варшаву[31].
  - Премьер-министр Египта Али Махир заявил о разрыве дипломатических отношений с Германией. В стране введено военное положение, Махир назначен военным губернатором Египта, отменены гражданские свободы и введена цензура[32].
  - Великобритания объявила общую мобилизацию. Через два дня в адрес Германии следует нота протеста и ультиматум с требованием прекратить военную агрессию против Польши.
- 2 сентября
  - Правительство Франции, за сутки до заявления о наличии состояния войны с Германией, подписывает декрет об объявлении общего мобилизационного призыва в стране.
  - Испания и Ирландия заявили о нейтралитете во Второй мировой войне.
  - Реаннексия Вольного города Данциг после вторжения нацистской Германии в Польшу.
- 3 сентября
  - В 9:00 по западноевропейскому времени Великобритания предъявляет ультиматум правительству Германии с требованием немедленно прекратить военную агрессию против Польши. Аналогичный ультиматум в 12:00 предъявляет и Франция. Ультиматумы, ожидаемо, отклоняются.
  - В 11:00 истёк срок британского ультиматума Германии. В 11:15 премьер-министр Великобритании Невилл Чемберлен провозглашает состояние войны с нацистской Германией, выступая с радиообращением к английскому народу. Состояние войны с Германией также затрагивает ряд британских колоний и доминионов: Индию, Ньюфаундленд, Австралию и Новая Зеландию. В Британской империи и её доминионах (первоначально, за исключением ЮАС и Канады) введено военное положение.
  - В Великобритании Первым Лордом Адмиралтейства назначается Уинстон Черчилль.
  - Немецкой подводной лодкой потоплен пассажирский лайнер «Атения». Погибли 117 человек, 1301 спасён.
  - В 17:00 истёк срок действия французского ультиматума Германии. Между Францией и Германией появляется состояние войны. В 20:30 с обращением к нации об объявлении войны Германии выступил премьер-министр Французской Республики Эдуар Даладье.
  - Президент США Франклин Рузвельт заявляет о нейтралитете в своём радиообращении к нации.
- 4 сентября
  - Бомбардировки Вильгельмсхафена Королевскими ВВС Великобритании.
  - Пал Катовице. Польская полиция и отряды самообороны не в состоянии уничтожить группировки офицеров СС, переодетых в форму польских солдат. В ходе последующей бомбардировки города и массовых убийств погибает большое число мирных жителей.
  - Непал объявляет войну Германии.
- 5 сентября
  - Япония заявила о нейтралитете в европейской войне.
  - Правительство США подтверждает заявление о нейтралитете в европейской войне.
  - Каудильо Испании Франсиско Франко подписывает декрет о нейтралитете страны в начавшейся войне[5].
  - 3-я и 4-я германские армии, нанося удары из Померании и Восточной Пруссии, соединились в районе Грудзёндза, отрезав польскую армию «Поморье»[33].
  - Правительство Польши покинуло Варшаву[31].
- 6 сентября
  - Королевство-доминион Южно-Африканский Союз (ЮАС) заявляет о военном положении, объявив войну Германии.
  - Румыния заявила о нейтралитете во Второй мировой войне[34].
- 7 сентября
  - Германские войска вышли на рубежи рек Пилица, Варта и Нарев, заняв Краков, Познань и Лодзь. Подавлена героическая оборона Вестерплатте[33].
  - Ночью главнокомандующий польской армией маршал Польши Эдвард Рыдз-Смиглы покинул Варшаву и перенёс ставку главного командования в Брест-над-Бугом[31].
  - Части французской армии пересекли границу Германии западнее Саарбрюккена и начали продвижение вглубь страны не встречая сопротивления[35].
- 8 сентября — 4-я танковая дивизия вермахта прорвалась к предместьям Варшавы[31].
- 9 сентября — польские армии «Познань» и «Поморье» нанесли удар во фланг 8-й армии вермахта. Началось многодневное сражение на реке Бзуре[31].
- 10 сентября
  - Доминион Канада объявил войну Германии.
  - Французский генерал Морис Гамелен заверил руководство Польши, что «французская армия ведёт тяжёлые бои на западной границе Германии»[36].
- 11 сентября
  - В Польше вермахт вышел на Вислу и форсировал реку Сан[31].
  - В СССР сформированы управления Белорусского и Украинского фронтов[37].
  - По личной инициативе президента ЛИХГ Поля Луака, Международная лига хоккея на льду объявила об отмене чемпионата 1940 года и прекращении организации турнира до окончания военных действий.
- 12 сентября — французская армия получила приказ прекратить наступление на территорию Германии «в связи с неблагоприятным развитием событий в Польше». Высший военный совет союзников в Абвилле одобрил это решение. Начало Странной войны[35].
- 13 сентября — 3-я армия вермахта обошла Варшаву с востока, замкнув кольцо блокады вокруг польской столицы[31].
- 14 сентября
  - Капитулировала Гдыня — главный морской порт Польши[33].
  - В США в воздух поднялся первый вертолёт Игоря Сикорского.
- 15 сентября
  - Заключено перемирие между СССР и Японией после боёв на Халхин-голе.
  - Вермахт вступил в Брест-над-Бугом[31].
  - Болгария заявила о нейтралитете во Второй мировой войне[38].
- 16 сентября — части 10-й германской армии соединились под Влодавой с частями группы армий «Север», окружив основную группировку польской армии[33]. Вермахт занял Белосток[31].
- 17 сентября
  - Начало польского похода РККА[39]. В первый день заняты Ровно, Дубно, Тарнополь и другие города[40].
  - Президент Польши Игнаций Мосцицкий и верховный главнокомандующий маршал Эдвард Рыдз-Смиглы перешли польско-румынскую границу в Кутах в ночь на 18 сентября[31].
  - Германское командование отдало приказ войскам остановиться на линии Сколе — Львов — Владимир-Волынский — Брест-над-Бугом — Белосток[41].
- 18 сентября
  - Вермахт завершил разгром польских армий на Бзуре[31].
  - РККА заняла Свенцяны, Новогрудок, Слоним, Волковыск, Луцк, Станиславов и другие города[42].
  - Принято совместное советско-германское коммюнике, в котором говорится, что задача советских и германских войск «состоит в том, чтобы восстановить в Польше порядок и спокойствие, нарушенное распадом Польского государства[43]…»
- 19 сентября — РККА заняла Вильно и Владимир-Волынский[44].
- 20 сентября — РККА заняла Гродно и Ковель[45].
- 21 сентября
  - В Москве подписан советско-германский протокол о порядке выхода войск на окончательную демаркационную линию в Польше[46].
  - Железная гвардия подняла мятеж в Бухаресте с целью призыва германских войск. Убит премьер-министр Румынии Арманд Калинеску. Мятеж провалился[47].
- 22 сентября — выход германских войск из Бреста-над-Бугом и передача его советской стороне. Парад вермахта перед частями РККА в Бресте.
- 23 сентября — СССР и Венгрия восстановили дипломатические отношения[2].
- 25 сентября — немецкая бомбардировочная авиация произвела первую в европейской войне массированную бомбардировку по площадям большого города. Бомбардировкам подверглась Варшава.
- 26 сентября — на совещании в Управлении армейских вооружений Германии основано «Урановое общество». Научным руководителем атомного проекта Германии назначен ректор Физического института Общества кайзера Вильгельма Вернер Гейзенберг[48].
- 28 сентября
  - Пала Варшава: немецкие войска заняли столицу Польши[33].
  - В Москве заключён Договор о дружбе и границе между СССР и Германией, который фактически закрепил раздел территории Польши между этими странами.
- 29 сентября — Модлин капитулировал перед германскими войсками[33].
- 30 сентября — генерал Владислав Сикорский становится премьер-министром правительства Польши в изгнании.

### Октябрь
- 2 октября — во Франции объявлено о конфискации имущества Французской коммунистической партии. На следующий день начаты аресты депутатов-коммунистов[49].
- 4 октября — французская армия выведена с территории Германии[36].
- 5 октября
  - Польская армия прекратила сопротивление. Последнее регулярное польское соединение — Отдельная оперативная группа «Полесье» сдалось немцам.
  - В Москве Вячеславом Молотовым и министром иностранных дел Латвии Вильгельмом Мунтерсом подписан Пакт о взаимопомощи между Союзом Советских Социалистических Республик и Латвийской Республикой, по которому СССР получил военно-морские базы в Лиепае и Вентспилсе, базу береговой артиллерии близ Вентспилса и аэродромы на территории Латвии[50].
- 6 октября — землетрясение во Внутреннем Тавре (Турция); погибло более 30 тысяч человек.
- 10 октября — в Москве подписан Договор о взаимопомощи между Литвой и Советским Союзом, по которому Виленский край и Вильнюс возвращались Литве; в Литве размещались советские военные базы[51].
- 14 октября — британский линкор «Ройял Оук» потоплен в Скапа-Флоу проникшей туда немецкой подводной лодкой U-47.
- 16 октября — части вермахта вновь заняли позиции на границе с Францией после отвода французской армии с территории Германии[52].
- 20 октября — в Кольском заливе затонула подводная лодка Щ-424, протараненная рыболовным траулером РТ-43, погибли 32 моряка.
- 27 октября — части литовской армии вошли в Вильнюс, возвращённый Литве по Договору о взаимопомощи между Литвой и Советским Союзом после 19-летней оккупации Польшей.

### Ноябрь
- 4 ноября — Президент США Франклин Рузвельт устанавливает обязанность Таможенной службе США ввести в действие Закон о нейтралитете 1939 года, разрешающий приобретение оружия за наличный расчёт для невоюющих государств.
- 8 ноября — Немецкий активист антифашистского движения Георг Эльзер предпринял неудачную попытку покушения на жизнь первых лиц Германии (включая Адольфа Гитлера) в день празднования 16-й годовщины Пивного путча.
- 9 ноября — Служба безопасности рейхсфюрера СС осуществила захват двух агентов британской службы SIS на территории нейтральных Нидерландов.
- 17 ноября
  - На утро после попытки отметить 21-ю годовщину создания Чехословакии нацисты осуществляют штурм Пражского университета. В результате нападения убиты 6 чешских аспирантов, более 1200 студентов интернировано и сослано в концетрационные лагеря[53]. В честь этого события ООН в будущем учредит эту дату как Международный день студентов.
  - Декретом правительства Франции запрещена Тунисская коммунистическая партия, проведены аресты её руководителей[19].
- 21 ноября — в СССР образована Марыйская область Туркменской ССР[54].
- 23 ноября — немецкие линкоры «Шарнхорст» и «Гнейзенау» топят британский вспомогательный крейсер «Равалпинди»[англ.] к юго-востоку от Исландии. 265 человек погибли, 37 ранены.
- 25 ноября — Зимние Олимпийские игры 1940 года, первоначально планировавшиеся в японском Саппоро и затем перенесённые в швейцарский Санкт-Мориц, отменены по решению президента МОК Анри Байе-Латура из-за обстоятельств и ограничений по военному положению, ранее введённых в ряде стран мира в связи с продолжающейся Второй мировой войной.
- 26 ноября — СССР заявил о провокации со стороны финских пограничников в районе деревни Майнила, что стало поводом для объявления войны Финляндии.
- 29 ноября — разрыв дипломатических отношений между СССР и Финляндией после Майнильского инцидента.
- 30 ноября
  - Начало Советско-финляндской войны.
  - Швеция заявила о нейтралитете в советско-финляндской войне.

### Декабрь
- 4 декабря
  - Британский линкор HMS Nelson подорвался на мине (заложенной U-31) у берегов Шотландии и выбывает из состава действующих Королевских ВМФ до августа 1940 года.
  - Немецкая подводная лодка U-36 торпедирована и потоплена британской подводной лодкой HMS Salmon в районе Ставангера. Первая подводная лодка противника, потерянная после атаки со стороны британской во время войны.
- 12 декабря — у берегов Японии потерпел катастрофу советский пароход «Индигирка», погибло 745 человек (в основном заключённые).
- 13 декабря — у побережья Уругвая произошёл морской бой между британскими крейсерами и немецким карманным линкором «Адмирал Граф Шпее». Победа британских сил.
- 14 декабря — СССР исключён из Лиги Наций за нападение на Финляндию.
- 20 декабря 
  - Первый полёт совершил бронированный штурмовик Ил-2.
  - В Улан-Удэ появился Бурятский театр оперы и балета.
- 23 декабря — в Москве в Государственной Третьяковской галерее открылась выставка «Сталин и люди Советской страны в изобразительном искусстве».
- 26 декабря
  - Римский папа Пий XII осудил советское нападение на Финляндию.
  - Землетрясение в турецком городе Эрзинджан унесло жизни около 39 тысяч человек.

## Персоны года
Человек года по версии журнала Time — Иосиф Виссарионович Сталин, генеральный секретарь ЦК ВКП(б) СССР

## Родились
См. также: Категория:Родившиеся в 1939 году

### Январь
- 1 января — Мишель Мерсье, французская актриса.
- 6 января — Валерий Лобановский, советский и украинский футболист и футбольный тренер (ум. в 2002).
- 14 января — Наталья Защипина, советская и российская актриса.
- 28 января — Людмила Полякова, советская и российская актриса.
- 31 января — Брудос, Джерри, серийный убийца США (ум. в 2006)
- 31 января — Александр Пороховщиков, советский и российский актёр (ум. в 2012).

### Февраль
- 27 февраля — Патрик Х. Мориарти, британский актёр.
- 28 февраля — Тамара Краснюк-Яблокова, советская и российская актриса (ум. в 2008).

### Март
- 12 марта — Аркадий Северный, советский бард (ум. в 1980.)
- 17 марта — Джованни Трапаттони, итальянский футболист, тренер.
- 31 марта — Звиад Гамсахурдия, первый демократически избранный президент Грузии (ум. в 1993).

### Апрель
- 2 апреля — Марвин Гэй, американский певец, аранжировщик, музыкант-мультиинструменталист, автор песен и музыкальный продюсер (ум. в 1984).
- 3 апреля — Виктор Садовничий, ректор МГУ.
- 7 апреля — Фрэнсис Форд Коппола, американский кинорежиссёр.
- 10 апреля — Пак Пон Джу, политический и государственный деятель КНДР, председатель совета министров КНДР (2003—2007) и с 2013 года.
- 16 апреля — Иван Бортник, советский и российский актёр (ум. в 2019).
- 22 апреля — Сергей Козлов, русский писатель, автор историй про Ёжика и Медвежонка (ум. в 2010).
- 24 апреля — Лили Иванова, болгарская певица.
- 26 апреля — Владислав Дворжецкий, советский актёр (ум. в 1978).

### Май
- 2 мая — Леонид Каневский, актёр театра и кино.
- 8 мая — Борис Кумаритов, советский и российский актёр и дубляжа мультфильмов.(ум. 2000).
- 20 мая — Роман Карцев, советский и российский артист эстрады, театра и кино (ум. 2018)

### Июнь
- 8 июня — Норман Дэвис, британский историк.
- 17 июня — Кшиштоф Занусси, польский кинорежиссёр.
- 22 июня — Владислав Агасьянц, советский и украинский волейбольный тренер (ум. в 2010).
- 29 июня — Ло Лье, гонконгский киноактёр, режиссёр, сценарист, продюсер, постановщик боевых сцен (ум. в 2002).

### Июль
- 5 июля — Павел Морозенко, советский актёр театра и кино (ум. в 1991).
- 7 июля — Елена Образцова, оперная певица (ум. в 2015).
- 10 июля — Валентина Пономарёва, российская джаз-певица и исполнительница романсов.
- 11 июля — Виталий Бубенин, герой Советского Союза, первый командир подразделения «Альфа» (1974—1977).
- 15 июля — Борис Колкер, советско-американский эсперантолог.
- 28 июля — Абдель Фаттах Исмаил, южнойеменский политический и государственный деятель, глава НДРЙ (убит в 1986).

### Август
- 9 августа — Романо Проди, итальянский политик, председатель Совета министров Италии в 1996—1998 и 2006—2008 годах.
- 11 августа — Анатолий Кашпировский, российский гипнотизёр, получивший известность в 1989 году благодаря телесеансам психотерапии.
- 20 августа — Валерий Шевчук, украинский писатель.
- 26 августа — Тодор Колев, болгарский актёр (ум. в 2013).

### Сентябрь
- 10 сентября — Синтия Леннон, британская писательница и бывшая жена Джона Леннона (ум. в 2015)
- 14 сентября — Нина Суздалева, советский художник-живописец и монументалист (ум. в 1988).
- 17 сентября:
  - Владимир Меньшов, советский и российский кинорежиссёр и актёр (ум. в 2021).
  - Дэвид Саутер, американский юрист, судья Верховного суда США (ум. в 2025).
- 29 сентября — Фикрет Абдич, боснийский политический деятель, президент непризнанной Республики Западная Босния.

### Октябрь
- 2 октября — Юрий Глазков, советский космонавт, Герой Советского Союза (ум. в 2008).
- 3 октября — Александр (Кудряшов), митрополит Рижский и всей Латвии, правящий архиерей Русской Латвийской православной церквию
- 14 октября — Ральф Лорен, американский дизайнер.
- 18 октября — Ли Харви Освальд, официально обвинённый в убийстве президента США Джона Кеннеди (ум. в 1963).
- 19 октября — Вячеслав Клыков, русский скульптор, народный художник России (ум. в 2006).
- 25 октября — Людмила Долгорукова, российская актриса театра и кино (ум. в 2012).
- 27 октября — Джон Клиз, английский актёр, участник известной комик-группы Монти Пайтон.

### Ноябрь
- 8 ноября — Лайла Киннунен, финская эстрадная певица (ум. в 2000).
- 12 ноября — Алитет Немтушкин, эвенкийский писатель, поэт (ум. в 2006).
- 14 ноября — Венди Карлос, американский композитор и клавишник.
- 26 ноября — Тина Тёрнер, певица (ум. в 2023).
- 30 ноября — Юрий Никитин, российский писатель.

### Декабрь
- 18 декабря — Майкл Муркок, английский писатель-фантаст, один из создателей «Новой волны» в фантастике, изобретатель Мультивселенной и Вечного Воителя.
- 27 декабря — Эммануил Виторган, советский, российский актёр театра и кино, народный артист России (1998).

## Скончались
См. также: Категория:Умершие в 1939 году
- 17 января — Владимир Алексеевич Щуко — российский, советский архитектор, художник театра, просветитель (род. 1878).
- 4 февраля — Эдуард Сепир, американский лингвист (род. 1884).
- 10 февраля — Пий XI, папа римский (род. 1857).
- 15 февраля — Кузьма Сергеевич Петров-Водкин, русский художник (род. 1878).
- 23 февраля
  - Александр Ильич Егоров, начальник Генштаба РККА, один из первых Маршалов Советского Союза (род. 1883) (расстрелян).
  - Александр Васильевич Косарев, советский комсомольский, партийный и государственный деятель (род. 1903) (расстрелян).
- 26 февраля
  - Станислав Викентьевич Косиор, украинский советский государственный и партийный деятель, глава КПУ(б) в 1928—1938 годах (род. 1889) (расстрелян).
  - Павел Петрович Постышев, советский государственный и партийный деятель, кандидат в члены Политбюро ЦК ВКП(б) (род. 1887) (расстрелян).
  - Влас Яковлевич Чубарь, советский государственный и партийный деятель (род. 1891).
- 21 марта — Эвальд Аав, эстонский композитор (род. 1900).
- 7 апреля — Джозеф Лайонс, австралийский государственный и политический деятель, премьер-министр Австралии в 1932—1939 годах (род. 1879).
- 21 мая — Григорий Сокольников, российский революционер, советский государственный деятель (род. 1888) (убит).
- 14 июня — Владислав Ходасевич, русский поэт (род. 1886).
- 22 июня — Аркадий Рылов, советский живописец-пейзажист (род. 1870).
- 4 июля — Луис Уэйн, английский художник, известный многочисленными антропоморфными изображениями котов, кошек и котят с огромными глазами (род. 1860).
- 14 июля — Альфонс Муха, чешский художник (род. 1860).
- 14 августа
  - Леопольд Авербах, советский литературный критик (род. 1903).
  - Исаак Израилевич Бродский, советский художник, заслуженный деятель искусств РСФСР (род. 1883).
- 29 августа — Василий Демьянович Болотнов, русский художник (род. 1865).
- 11 сентября — Константин Алексеевич Коровин, русский художник (род. 1861).
- 12 сентября — Фёдор Раскольников, советский военный и государственный деятель, дипломат, писатель и журналист (род. 1892).
- 23 сентября — Зигмунд Фрейд — австрийский психолог, основатель науки о психоанализе (род. 1856).
- 31 октября — Отто Ранк, австрийский психолог (род. 1884).

## Нобелевские премии
- Физика — Эрнест Орландо Лоуренс — «За изобретение и создание циклотрона, за достигнутые с его помощью результаты, особенно получение искусственных радиоактивных элементов».
- Химия — Адольф Бутенандт и Леопольд Ружичка — «за работы по половым гормонам».
- Медицина и физиология — Герхард Домагк — «за открытие антибактериального эффекта пронтозила».
- Литература — Франс Эмиль Силланпяя — «За глубокое проникновение в жизнь финских крестьян и превосходное описание их обычаев и связи с природой».
- Премия мира — не присуждена.